# Okręg wyborczy Dewsbury
Okręg wyborczy Dewsbury powstał w 1868 r. i wysyła do brytyjskiej Izby Gmin jednego deputowanego. Okręg obejmuje miasto Dewsbury.

## Deputowani do brytyjskiej Izby Gmin w okręgu Dewsbury
- 1868–1886: John Simon
- 1886–1902: Mark Oldroyd
- 1902–1918: Walter Runciman, Partia Liberalna
- 1918–1922: Emil Pickering, Partia Konserwatywna
- 1922–1923: Ben Riley, Partia Pracy
- 1923–1924: Edmund Harvey, Partia Liberalna
- 1924–1931: Ben Riley, Partia Pracy
- 1931–1935: Walter Rea, Partia Liberalna
- 1935–1945: Ben Riley, Partia Pracy
- 1945–1959: William Paling, Partia Pracy
- 1959–1983: David Ginsburg, Partia Pracy, od 1981 r. Partia Socjaldemokratyczna
- 1983–1987: John Whitfield, Partia Konserwatywna
- 1987–2005: Ann Taylor, Partia Pracy
- 2005–2010: Shahid Malik, Partia Pracy
- 2010-2015: Simon Reevell, Partia Konserwatywna
- 2015-2019: Paula Sherriff, Partia Pracy
- 2019- : Mark Eastwood, Partia Konserwatywna